# Joseph Kalulu
Joseph Kalulu (né le 29 novembre 2004) est un footballeur français évoluant au poste d’arrière gauche au Pau FC.

## Carrière

### Débuts
Originaire de Lyon, Joseph Kalulu est formé à l’Olympique lyonnais où il évolue jusqu’en U17 Nationaux. En 2022, il rejoint l’AS Saint-Priest pour sa saison U18.
Joseph Kalulu intègre l'équipe première de Saint-Priest en janvier 2023, devenant titulaire en profitant de la blessure du capitaine Stéphan Varsovie.Il y effectue trois saisons, marquées par une montée du club de National 3 en National 2. Avec Saint-Priest, Joseph Kalulu effectue un parcours remarqué en Coupe de France, lors de l'édition  2023-2024, avec une qualification historique en huitièmes de finale.

### Pau
À l'été 2024, Joseph Kalulu signe au Pau Football Club, évoluant en Ligue 2. Initialement prévu pour jouer avec la réserve en National 3,, il fait ses débuts en Ligue 2 le 16 août 2024, entrant en jeu face au Clermont Foot lors de la première journée de la saison 2024-2025.
Kalulu s'impose rapidement dans le groupe professionnel et dispute cinq des six premières journées de championnat.
Le 4 mars 2025, il signe son premier contrat professionnel avec Pau FC, jusqu'en 2027,. En avril 2025, il totalise 20 apparitions en Ligue 2 et participe également à 10 matchs avec la réserve en National 3.

## Vie personnelle
Joseph Kalulu est le benjamin d'une fratrie de quatre frères, tous footballeurs professionnels et formés à l’Olympique lyonnais. Son aîné, Aldo Kalulu, a joué au Partizan Belgrade et en équipe de république démocratique du Congo. Gédéon Kalulu évolue au FC Lorient et a joué avec la République démocratique du Congo lors de la CAN 2023. Pierre Kalulu, défenseur de l'AC Milan, est champion d’Italie et international français.
La famille est originaire de Saint-Fons et porte le nom d’origine Kyatengwa.